# Історія СРСР (1953–1964)

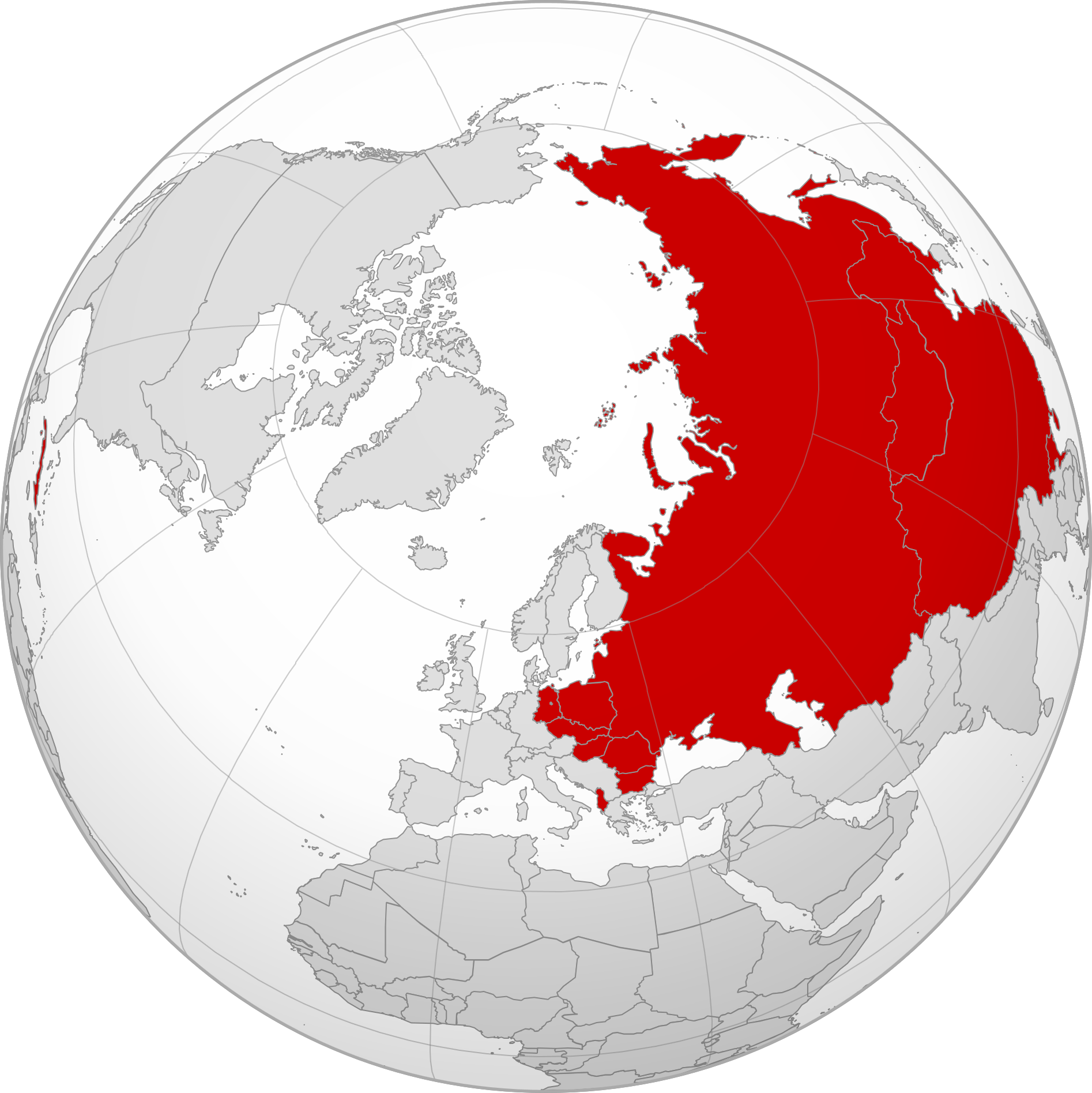
СРСР: максимальний масштаб радянської сфери впливу після Кубинської революції (1959 р.) та до розколу китайсько-радянської союзу (1961 р.).

В СРСР, протягом одинадцяти років від смерті Йосипа Сталіна (1953) до політичного вигнання Микити Хрущова (1964), в національній політиці панувала «холодна війна» — ідеологічна боротьба проти США за планетарне панування соціально-економічних систем та захист гегемонічних сфер впливу . Тим не менш, з середини 50-х років, незважаючи на те, що Комуністична партія Радянського Союзу (КПРС) відмовилася від сталінізму, політична культура сталінізму, хоч і ослаблена, та все ж залишилась у політиці партії.

## Десталінізація та хрущовська відлига
Після смерті Сталіна в березні 1953 року на посаді першого секретаря ЦК Компартії Радянського Союзу (КПРС) його змінив Микита Хрущов та Георгій Маленков на посаді прем'єр-міністра Радянського Союзу . Однак центральною фігурою найближчого післясталінського періоду був колишній керівник апарату державної безпеки Лаврентій Берія .
На момент смерті Сталіна щонайменше 2,5 мільйона людей, перебували у в'язницях та трудових таборах, наука та мистецтво повністю контролювалися соціалістичним реалізмом, а продуктивність сільського господарства в цілому була мізерною. У країні було лише чверть поголів'я худоби, в порівнянні з 1928 р., а в деяких районах було менше тварин, ніж було на початку Першої світової війни. Рівень життя був низьким, а наявність споживчих товарів — мізерною. Москва була надзвичайно ізольованою та недружною на міжнародній арені; Східна Європа, за винятком Югославії, була окупована радянським ярмом. Сполучені Штати мали військові бази та бомбардувані ядерними літаками оточення Радянського Союзу з трьох боків, а американські літаки регулярно перелітали радянську територію під час розвідувальних місій та парашутних агентів. Хоча радянська влада збила багато з цих літаків і захопила більшість агентів, скинутих на їх землю, психологічний ефект був величезним.